# پالاتزو آدریانو
پالاتزو آدریانو (به ایتالیایی: Palazzo Adriano) یک کومونه در ایتالیا است که در استان پالرمو واقع شده‌است.

## خصوصیات
پالاتزو آدریانو ۱۲۹ کیلومترمربع مساحت و ۲٬۳۳۱ نفر جمعیت دارد.